# Dicranomyia hudsoni
Dicranomyia hudsoni är en tvåvingeart som beskrevs av Edwards 1923. Dicranomyia hudsoni ingår i släktet Dicranomyia och familjen småharkrankar. Inga underarter finns listade i Catalogue of Life.